# Haplusia pallida
Haplusia pallida är en tvåvingeart som först beskrevs av Boris Mamaev 1966.  Haplusia pallida ingår i släktet Haplusia och familjen gallmyggor. Inga underarter finns listade i Catalogue of Life.